# Juan Dugarte
Juan Carlos Dugarte Padrón (Caracas) es un político venezolano. Fue director del Servicio Administrativo de Identificación Migración y Extranjería (SAIME) en dos ocasiones (2013-2015 y 2017-2018), además de haber sido designado por el presidente Nicolás Maduro como Jefe de Gobierno del Distrito Capital de 2015 a 2016.

## Biografía
En el año 2000, es nombrado Director de Gestión Ciudadana de la Alcaldía del Municipio Libertador, donde estuvo durante aproximadamente 2 años. En el año 2002, es nombrado presidente de la Corporación de Servicios Municipales de la misma alcaldía. Meses después es designado como Director de Gestión Urbana, cargo que ejerce hasta que es convocado para asumir la titularidad como Diputado Principal de la Asamblea Nacional.
Fue diputado de la Asamblea Nacional en 2 períodos: el primero, lo inició en el año 2000 como suplente de Omar Mezza Ramírez, asumiendo la titularidad como Diputado Principal en el año 2003, tras el desmejoramiento y posterior fallecimiento de Mezza Ramírez. En las elecciones parlamentarias del año 2005, fue elegido como diputado principal por el circuito 2 de Caracas para el período 2006-2010.
Posteriormente fue director del Servicio Administrativo de Identificación Migración y Extranjería (SAIME) en dos ocasiones (2013-2015 y 2017-2018).